# Park Avenue Plaza
Park Avenue Plaza es un edificio de oficinas en el distrito de Manhattan de la ciudad de Nueva York, que ocupa el bloque delimitado por las calles 52 y 53, Park Avenue y Madison Avenue, adyacente al edificio Racquet and Tennis Club. Park Avenue Plaza fue diseñado por el estudio de arquitectura de Skidmore, Owings & Merrill, y fue construido entre 1979 y 1981. El edificio tiene una altura de 175 m, con 44 pisos sobre rasante, y cuenta con más de un millón de pies cuadrados disponibles. A partir de 2018, la propiedad del edificio se divide entre Fisher Brothers y SOHO China del magnate inmobiliario chino Zhang Xin.

## Arquitectura
El edificio comparte un lote de zonificación con el Racquet and Tennis Club, y aunque ese edificio técnicamente se encuentra entre Plaza y Park Avenue, según las reglas de zonificación de la ciudad, Plaza está en Park Avenue. Arquitectónicamente, el edificio ha sido descrito como "[un] prisma de vidrio voluminoso". A diferencia de los edificios vecinos que cuentan con una gran plaza abierta, Park Avenue Plaza "evita la plaza abierta en favor de un gran atrio público interior", que presenta "una cascada sutil" y un restaurante. Por lo tanto, se ha señalado, Park Avenue Plaza en realidad "no está ubicado en Park Avenue" y tampoco "tiene plaza". El atrio fue "obligado por las concesiones de zonificación obtenidas" para permitir la construcción del edificio, y se describe como "un elegante espacio acristalado de dos pisos".

## Uso e inquilinos
En 2011, el magnate inmobiliario chino Zhang Xin adquirió una participación de 600 millones de dólares en Park Avenue Plaza. A partir de 2015, SOHO China de Zhang Xin poseía una participación del 49% en el edificio, y el resto era propiedad de Fisher Brothers.
El atrio es "muy utilizado por un espectro inusualmente amplio de neoyorquinos". El edificio también contiene una galería comercial que "no es legalmente parte del espacio público" que el edificio debe mantener, pero que aún está abierta al público. Los inquilinos más grandes del edificio han incluido la corporación de gestión de inversiones BlackRock, la firma consultora McKinsey & Company y la firma de seguros Swiss Re. En 2018, dos de los inquilinos más grandes se mudaron del edificio, pero otro gran inquilino, el banco de inversión Evercore, firmó un acuerdo para renovar y ampliar su arrendamiento.
En marzo de 2018, Fisher Brothers organizó una competencia de diseño en el atrio, donde los participantes propusieron nuevos usos fantásticos para espacios infrautilizados a lo largo de Park Avenue.